# Edgarten (Wasserburg am Inn)
Der Weiler Edgarten ist ein Gemeindeteil der Stadt Wasserburg am Inn im oberbayerischen Landkreis Rosenheim.

## Geografie
Edgarten befindet sich etwa fünfeinhalb Kilometer südwestlich von Wasserburg auf einer Höhe von 454 m ü. NHN.

## Geschichte
Durch die  Verwaltungsreformen zu Beginn des 19. Jahrhunderts im Königreich Bayern wurde der Ort ein Bestandteil der Landgemeinde Attel, zu der auch die Gemeindeteile Attlerau, Au, Elend, Gabersee, Gern, Heberthal, Kobl, Kornberg, Kroit, Limburg, Osterwies, Reisach, Reitmehring, Rottmoos, Seewies, Staudham und Viehhausen gehörten. Im Zuge der kommunalen Gebietsreform in Bayern in den 1970er-Jahren wurde Edgarten im Jahr 1978 zusammen mit dem größten Teil der Gemeinde Attel in die Stadt Wasserburg eingegliedert. Im Jahr 2012 zählte Edgarten acht Einwohner.

## Sehenswürdigkeiten
Siehe Liste der Baudenkmäler in weiteren Ortsteilen der Stadt Wasserburg.

## Verkehr
Mehrere Gemeindestraßen verbinden Edgarten unter anderem mit der etwa 700 Meter östlich des Ortes vorbeiführenden Bundesstraße 15.